# Burg Hessenstein
Die Burg Hessenstein ist eine spätmittelalterliche Burg und heutige Jugendburg bei Ederbringhausen, einem Ortsteil von Vöhl im Landkreis Waldeck-Frankenberg in Hessen, Deutschland.

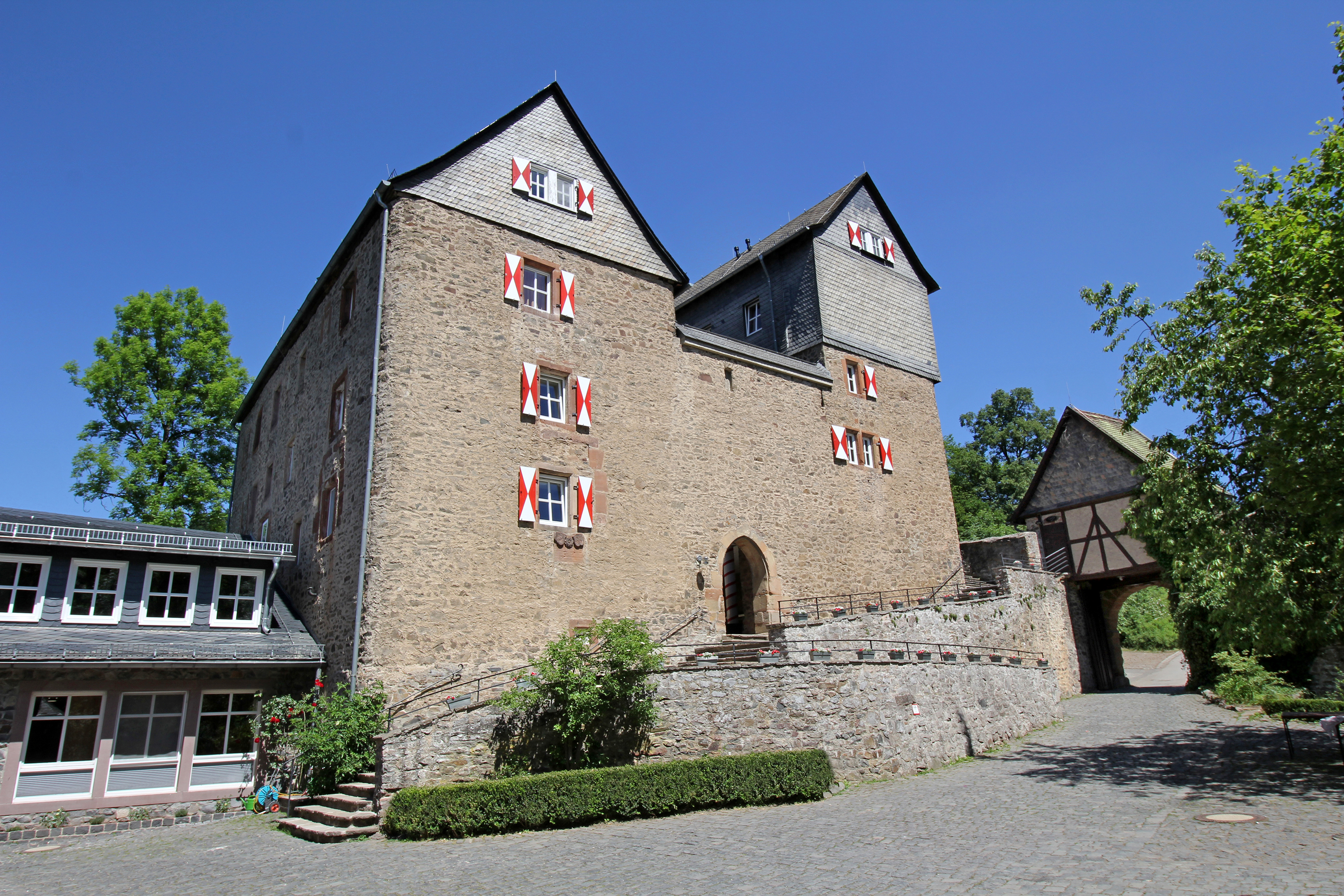
Burghof der Burg Hessenstein mit Hauptgebäude (2018)

## Geographische Lage
Die Höhenburg befindet sich in einsamer Waldlage etwa 1,7 km südöstlich von Ederbringhausen auf einem etwa 327 m hohen, südlichen Bergsporn des Kesebergs (431,2 m), auf dessen nördlichem Ausläufer die Ruine Keseburg liegt. Südlich umfließt der Lengelbach Berg und Burg und mündet etwa 500 m westlich der Burg in die Eder, die rund 7 km weiter nördlich bei Herzhausen in den Edersee einmündet. Wanderer erreichen die Burg über den Kellerwaldsteig, den Hugenotten-Waldenserpfad oder den Barbarossaweg.

## Geschichte

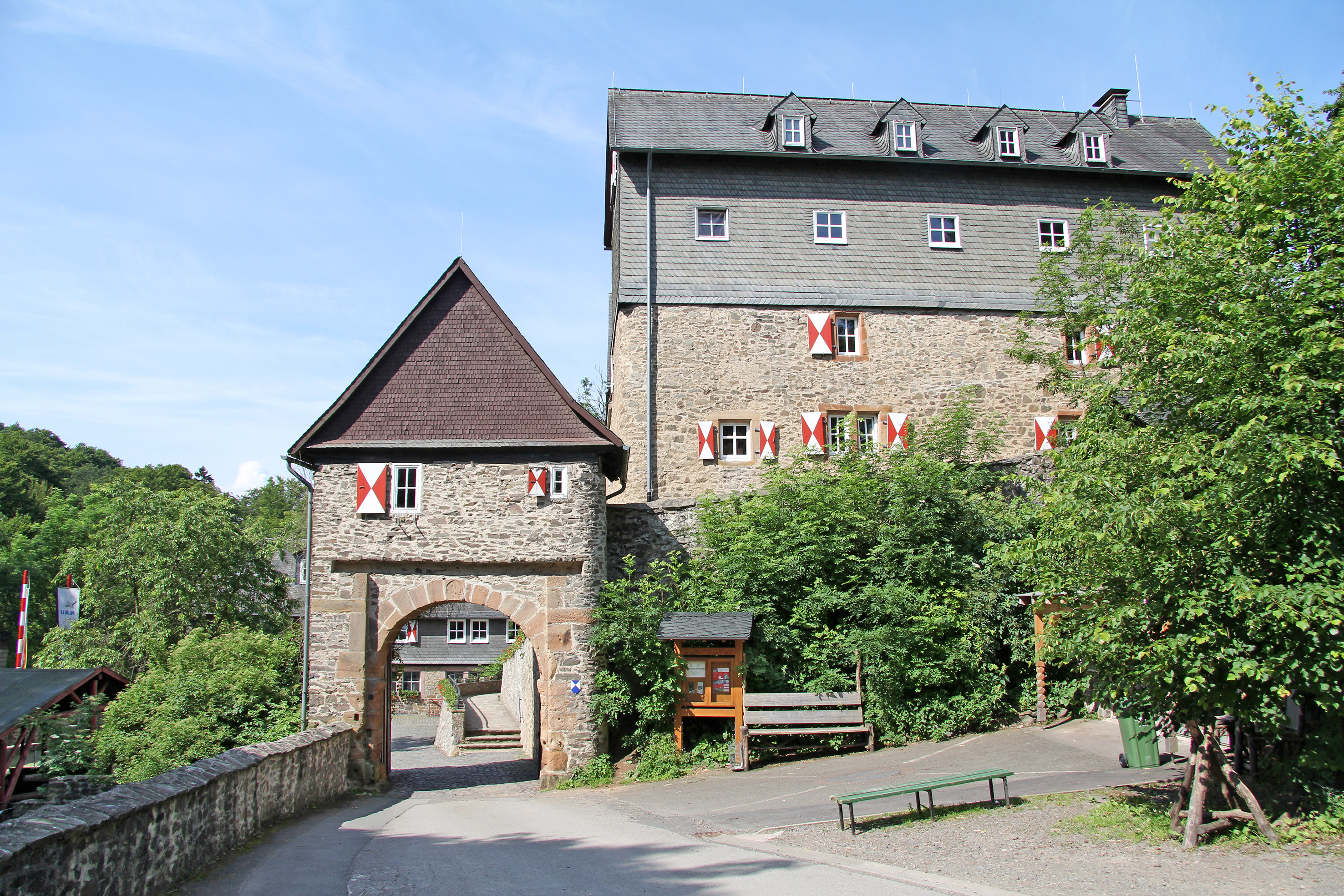
Burgtor und Hauptgebäude (2015)

Die Burg wurde in den Jahren 1342 bis 1348 durch Landgraf Heinrich II. von Hessen auf den Resten der alten „Silburg“ als Ersatz für die von seinem Vater im Jahr 1277 zerstörte Keseburg gebaut, um einen festen Amtssitz für seine örtlichen Vögte zu haben. 1348 wurde die Burg auf Druck des Erzbischofs von Mainz an das Kloster Haina verpfändet. In den darauf folgenden Jahrhunderten residierten verschiedene Burgmannen, Burgherren und Amtmänner auf Hessenstein; so waren z. B. die Gaugreben von Goddelsheim eine Zeitlang als Ministeriale des Klosters Haina vom dortigen Abt als Verwalter auf Hessenstein eingesetzt.
Von 1555 an, nach der Einführung der Reformation in Hessen, war die Burg Sitz des landgräflichen Amtes Hessenstein und wurde von Rentmeistern verwaltet. 1821 wurde auf Burg Hessenstein ein Revierforstverein eingerichtet. Ab 1890 war sie Sitz eines Oberförsters und eines Revierförsters.

### Älteste Jugendherberge Hessens
Im Jahr 1922 wurde auf der Burg Hessenstein die erste hessische Jugendherberge des Deutschen Jugendherbergswerks (DJH) eingerichtet. Sie ist damit eine der ältesten Jugendherbergen in Deutschland. Als Herbergsvater fungierte in den 1920er Jahren der auf der Burg ansässige Revierförster. Auf einer Postkarte aus dem Jahr 1926 wird die Burg als „Försterwohnung mit Wandervogel-Herberge“ beworben. Im Jahr 1942 brannte der Wirtschaftsflügel ab. Er wurde 1945 als Revierförster-Dienstgehöft neu errichtet. Durch umfangreiche Umbau- und Sanierungsmaßnahmen in den Jahren 1967 bis 1970 wurde Burg Hessenstein zur zeitgemäßen Jugendherberge ausgebaut. Die Fassaden des Hauptgebäudes und das Torhaus wurden dabei zum Großteil so erhalten, wie sie im 14. Jahrhundert von Heinrich dem Eisernen erbaut worden waren. Im Jahr 1987 wurde ein Verbindungsbau zwischen dem Hauptgebäude und dem Wirtschaftsflügel eingefügt. Am 31. Oktober 2007 schloss der DJH-Landesverband Hessen die Jugendherberge.

### Jugendburg mit Bildungsstätte
Nach umfangreichen Baumaßnahmen durch das Land Hessen im Winter 2007/2008, bei denen eine moderne Brandschutzanlage eingebaut wurde, übernahmen der NABU Landesverband Hessen, die Kreishandwerkerschaft und der Landkreis Waldeck-Frankenberg am 1. April 2008 den Betrieb der neuen Jugendburg Hessenstein gGmbH. Seitdem steht die Einrichtung wieder als Jugendherberge und Tagungsstätte zur Verfügung. Im Jahr 2012 wurde auf der Burg eine Jugendbildungsstätte eingerichtet, die vielfältige Schulklassenprogramme und Bildungsprojekte rund um die Themen Natur, Handwerk und Mittelalter anbietet. Im Winter 2016/2017 wurde die Jugendherberge umfassend renoviert. Im Mittelpunkt der Bauarbeiten standen die Sanierung der sanitären Einrichtungen und der behindertengerechte Ausbau der Burganlage.

## Nutzung bis Herbst 2024
Mit 123 Betten und sechs Tagesräumen in uriger Burgatmosphäre steht die Jugendburg Hessenstein heute Schulklassen, Auszubildenden, Kinder- und Jugendgruppen sowie Familien und Einzelreisenden als Jugendherberge und Tagungsstätte in der Nationalparkregion Kellerwald-Edersee zur Verfügung. Sie besitzt das QMJ-Zertifikat des BundesForums Kinder- und Jugendreisen e. V., das Siegel „GUT DRAUF – Bewegen, Entspannen, Essen – aber wie“ der Bundeszentrale für gesundheitliche Aufklärung und ist vom Sozialministerium als Träger der freien Jugendhilfe gemäß § 75 SGB VIII anerkannt. Die „Hessenstein“ ist auch „Zertifizierter Bildungsträger für nachhaltige Entwicklung“ und offizieller Partner des Nationalparks Kellerwald-Edersee. Die Einrichtung wurde zudem vom NABU Hessen als „Fledermausfreundliches Haus“ ausgezeichnet.
Die Jugendbildungsstätte bietet vielfältige Klassenfahrten, Tagesangebote und Ferienfreizeiten zu den Themenschwerpunkten Natur, Handwerk und Mittelalter an. Im konzeptionellen Fokus steht die Bildung für nachhaltige Entwicklung mit den Schlüsselthemen biologische Vielfalt und Lebensstil. So können Kinder und Jugendliche als „Naturentdecker“ auf eine Forschungsreise zur biologischen Vielfalt gehen oder beim „Erlebnisabend Fledermaus“ das Leben der Kobolde der Nacht kennenlernen. In Kooperation mit dem Nationalpark Kellerwald-Edersee und der Naturschutzjugend NAJU Hessen wurde von 2008 bis 2018 das von der Deutschen Bundesstiftung Umwelt und der Stiftung Hessischer Naturschutz geförderte Wildnisbildungs-Projekt „Waldscout – Wildnisexpedition“ durchgeführt.  Weitere Bildungskooperationen bestehen mit dem Naturpark Kellerwald-Edersee und dem Geopark Grenzwelten. Zum Aufgabenspektrum der Bildungsstätte gehört zudem die Fortbildung von BFDlern im Rahmen des Bundesfreiwilligendienstes im Naturschutz.

## Insolvenz
Im Jahr 2024 entwickelte sich der Betrieb der Jugendburg nach einer guten Belegung mit knapp 17.600 Übernachtungen im Vorjahr so weit rückläufig, dass man eine Schließung der Jugendherberge erwägen musste. Am 1. Oktober 2024 wurde über das Vermögen der Jugendburg Hessenstein gemeinnützige GmbH ein Insolvenzverfahren beim Amtsgericht Korbach eröffnet. Der Herbergsbetrieb wurde zu Ende November 2024 eingestellt.

## DJH-Jugendherberge
Zum 1. April 2025 pachtete das DJH Landesverband Hessen die Burg Hessenstein vom Land, um die Jugendherbergstradition auf der Burg fortzuführen. Der Neubetrieb der Herberge begann im Mai 2025.